# Skanderup (parochie, Kolding)
Skanderup is een parochie van de Deense Volkskerk in de  Deense gemeente Kolding. De parochie maakt deel uit van het bisdom Haderslev en telt 3152 kerkleden op een bevolking van 3658 (2004).
Historisch maakt de parochie deel uit van de herred Anst. In 1970 werd de parochie opgenomen in de nieuwe gemeente Lunderskov. Deze fing in 2007 op in de vergrote gemeente Kolding.